# Miguel Matus Caile
Miguel Antonio Matus Caile (Arauquita, 2 de septiembre de 1928-Arauca, 11 de febrero de 2001) fue un escritor, político e historiador colombiano, que se desempeñó como intendente de Arauca. 
Hijo de inmigrantes libaneses, a la muerte de su padre se convirtió en el patriarca de una gran familia que influiría fuertemente en la vida social y política de los departamentos de Arauca y Meta; uno de sus hermanos, Elías Matus, llegó a ser Senador de la República, y un sobrino, Jacobo Matus, además de ser director del Instituto de salud de Arauca y secretario de salud del Meta, fue gobernador encargado de Arauca y de Meta, y candidato a la gobernación del Meta.
Fue juez municipal y personero de Arauquita, así como concejal y alcalde encargado de Arauca. Vinculado a la administración de la entonces Intendencia de Arauca (hoy Departamento de Arauca), fue Secretario de Agricultura y de Obras Públicas y entre 1980 y 1982 fue Intendente Nacional de Arauca. Durante toda su vida se destacó como promotor de actividades cívicas, sociales y culturales en toda Arauca.
Fue fundador y presidente vitalicio de la Academia de Historia de Arauca, y miembro de la Academia Colombiana de Historia, así como correspondiente de varias academias departamentales (Antioquia, Meta, Boyacá, Norte de Santander).

## Obras
- Historia de Arauca
- Huellas de una Civilización
- Arauca y su Sector Agropecuario
- Arauca en la Gesta Libertadora
- Leyendas del Alto y Bajo Arauca
- El Veguero Julián
- Inspiración
- Genialidad Literaria
- Simón Bolívar
- Fray Ignacio Mariño, Capellán del Ejército Libertador
- Departamento de Arauca
- La Negrera
- Acontecer de un Romance
- Santander en los Llanos
- La Iglesia Católica en Arauca
- Disertaciones de un Académico
- Arauca, orientación turística.